# Plagiotremus townsendi
Plagiotremus townsendi är en fiskart som först beskrevs av Regan, 1905.  Plagiotremus townsendi ingår i släktet Plagiotremus och familjen Blenniidae. Inga underarter finns listade i Catalogue of Life.